# Philodinavidae
Philodinavidae zijn een familie van raderdiertjes. De wetenschappelijke naam van deze familie is voor het eerst geldig gepubliceerd in 1913 door Harring.

## Geslachten
- Abrochtha Bryce, 1910
- Henoceros Milne, 1916
- Philodinavus Harring, 1913